# Chrysococcyx klaas
Chrysococcyx klaas là một loài chim trong họ Cuculidae.